# Balance des capitaux
Pour les articles homonymes, voir balance.

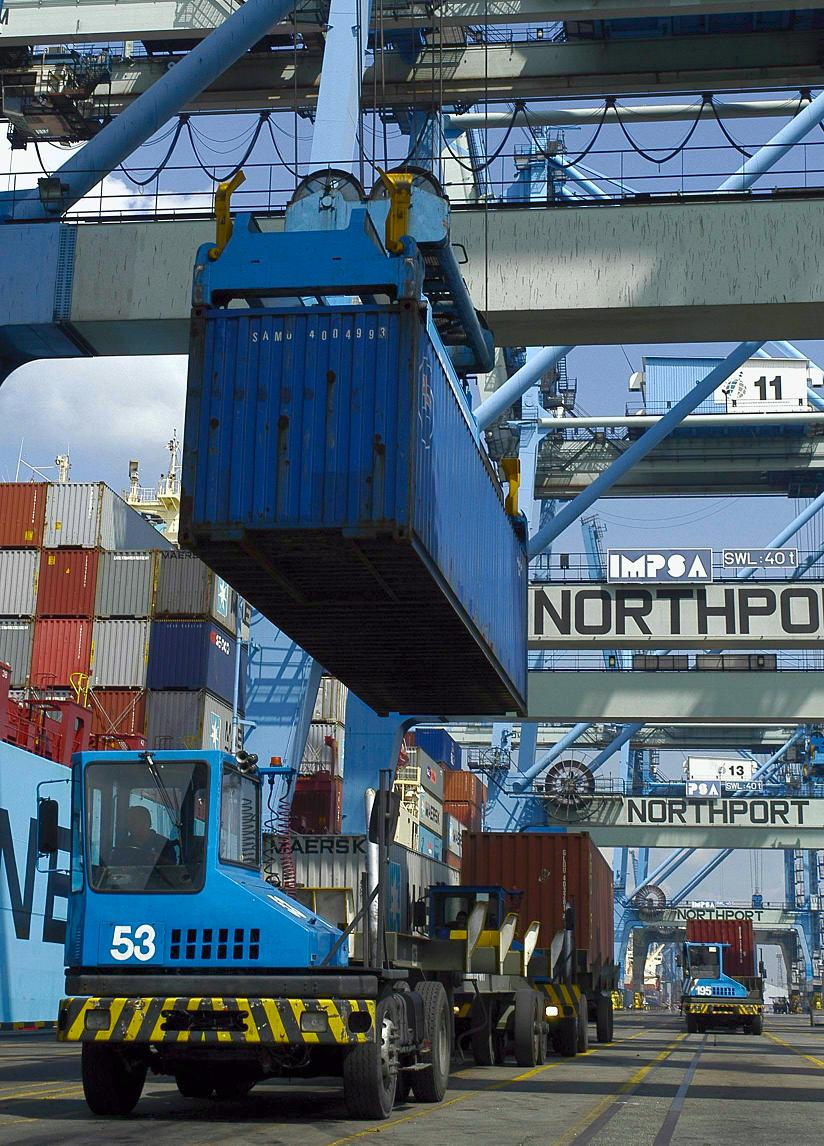

La balance des capitaux est divisée en deux branches : 
- les mouvements de capitaux à court terme d'une part ("hot money") : ce sont des capitaux investis sur des produits liquides, et qui se déplacent en fonction des taux de change et de la profitabilité d’une zone économique ;
- les mouvements de capitaux à long terme d'autre part, investissements dans le monde sur de longues durées (plus d'un an).